# Дропион
Дропион (др.-греч. Δροπίων) — царь Пеонии, правивший в III веке до н. э.
Павсаний упоминает Дропиона, сына Леона, при описании бронзовой головы бизона, принесённой в дар в Дельфах. Также известна посвятительная надпись Дропиона на изваянии его отца Леона (по версии Ж. Пуйю), либо его деда Авдолеонта (по версии Ж. Буске, Х. Хабикта) в этом же крупнейшем общегреческом святилище. В надписи на статуе самого Дропиона в Олимпии, обнаруженной в 1877 году, он именуется «основателем». На аверсе бронзовых монет Дропиона изображена голова Зевса, а на реверсе — надпись ПАIONON, молния и монограмма.
После смерти в 278 году до н. э. в разгар галльского нашествия на Балканы Сосфена в Македонии наступила анархия. Ранее подчинявшиеся ей близлежащие области, в том числе Пеония, заявили о своей самостоятельности. По предположению Г. И. Кацарова, в это время Пеония могла сблизиться с Этолией, которой в это время и подчинялась Дельфы. По предположению других антиковедов, Дропион во время Деметриевой войны 239—227 годов до н. э. поддерживал этолийцев против македонского царя Деметрия II.
Многие исследователи, в том числе болгарские учёные Г. И. Кацаров, Р. К. Балевска и А. Петров, британский историк Н. Хэммонд склонны считать Дропиона действительным основателем Пеонской державы. Возможно, из-за его роли в восстановлении разрушенных городов. Однако страна оставалась независимой недолго и вскоре вновь подчинилась Македонии.